# Giulio Cesare Capaccio
Giulio Cesare Capaccio (Campagna, 1550 – Napoli, 8 luglio 1634) è stato un teologo, storico e poeta italiano del Regno di Napoli.

## Biografia
Figlio di Paolo Antonio e Francesca De Manna, era di famiglia benestante. I suoi primi studi furono di filosofia, presso il convento domenicano di San Bartolomeo (di Campagna), lo stesso dove visse un breve periodo Giordano Bruno. Uno dei suoi precettori fu Marco Fileta Filiuli, fondatore della locale Accademia dei Taciturni. Trasferitosi successivamente a Napoli, vi continuò gli studi che poi perfezionò a Bologna e Isernia. Nel 1575 ritorna a Napoli dove si sposa e incomincia a pubblicare i suoi primi testi di teologia.
Tra il 1586 e il 1592 tornò a vivere a Campagna; qui produsse buona parte delle sue opere letterarie. Negli anni successivi, per motivi economici si spostò a Napoli e Venezia. Fra le sue varie attività, si occupò anche di antiquariato, ma il suo apice lavorativo lo ottenne nel 1607: venne nominato da don Juan Alonso Pimentel de Herrera, viceré del regno di Napoli, Segretario della città di Napoli, con il compito, tra le varie mansioni, di distribuire olio e grano alla popolazione.
Durante il suo incarico pubblicò numerose opere di storia e geografia riguardanti l'area partenopea, fra cui Neapolitana Historia, la sua principale opera, infatti è considerato lo storico più accreditato della città di Napoli, dagli inizi fino all'epoca Barocca, e fu il primo ad iniziare gli scavi archeologici nella Magna Grecia di Pesto, oggi Paestum, sito archeologico ubicato  sul territorio del Comune di Capaccio (SA). Nel 1611 fu tra i promotori per la fondazione dell'Accademia degli Oziosi di Napoli.
Nel 1613 si dimise dal suo incarico pubblico a causa di accuse per concussione e appropriazione di denaro pubblico. 
Lasciata la famiglia a Napoli, visse in esilio a Urbino e Roma. Nel 1626 tornato a Napoli, vi rimase fino alla morte.

## Le opere

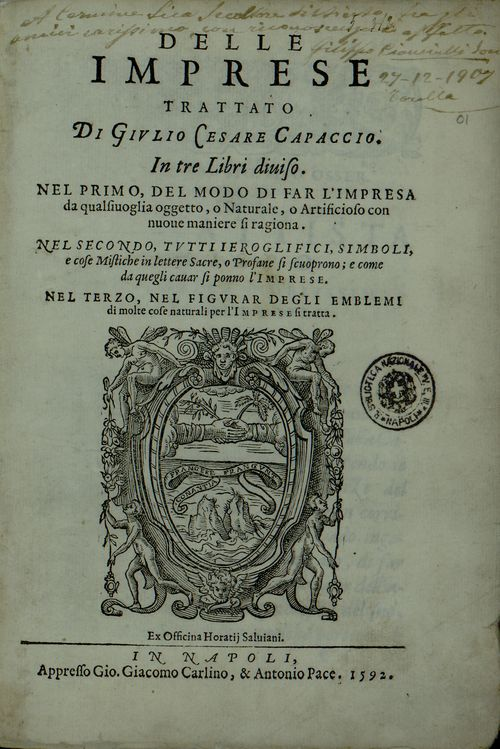
Delle imprese di G. C. Capaccio, 1592 (Biblioteca comunale Ariostea - Ferrara)

- Delle prediche quadragesimali di Giulio Cesare Capaccio, professor della sacra teologia. Parte prima. - Napoli, Horatio Saluiani, 1581.
- La Gierusalemme liberata del sig. Torquato Tasso. ... Con l'Allegoria dell'istesso autore, et con gli argomenti del sig. Oratio Ariosti. Di nuouo ristampata, e da infiniti errori, che si veggono nell - Napoli, Gio. Battista Cappelli, 1582.
- Gierusalemme liberata del signor Torquato Tasso; tratta dal vero originale con aggiunta di quanto manca nell'altre edittioni, & con l'allegoria dello stesso autore; aggiuntovi alcune annotationi - Napoli, Gio. Battista Cappelli, 1582.
- Delle prediche quadragesimali di Giulio Cesare Capaccio. Parte prima. - Napoli, Horatio Salviani, 1582.
- Delle prediche quadragesimali di Giulio Cesare Capaccio. Parte prima. Nuovamente corrette in questa seconda impressione. Venezia, Fabio, e Agostin Zoppini, 1584.
- Delle prediche quadragesimali di Giulio Cesare Capaccio. Parte seconda. - Napoli, Horatio Salviani, 1586.
- Il secretario opera di Giulio Cesare Capaccio. Oue con modi diversi da quei ch'insegnò il Sansovino, si scuopre il vero modo di scriuer lettere familiari correnti nelle corti. Insieme col primo volume - Roma, stamperia di Vincenzo Accolti in Borgo: ad instanza di Gio. Battista Cappelli, 1589.
- Delle imprese trattato di Giulio Cesare Capaccio. In tre libri diviso. Nel primo, del modo di far l'impresa da qualsivoglia oggetto, o naturale, o artificioso con nuove maniere si ragiona. Napoli, ex officina Horatij Saluiani,  Gio. Giacomo Carlino, & Antonio Pace, 1592.
- Del secretario del sig. Giulio Cesare Capaccio napoletano. Libri due. - Napoli, Gianjacopo Carlino & Antonio Pace, 1594.
- Della selva dei concetti scritturali di Giulio Cesare Capaccio. Parte prima ove con varii concetti di varii discorsi spiegati. - Venezia, Barezzo Barezzi, Gioseffo Peluso, 1594.
- Il secretario opera di Giulio Cesare Capaccio napolitano. Ove quanto conviene allo scriver familiare, cioè, all'ornato del dire, all'ortografia, alla materia de i titoli, delle cifre, dello scriver - Venezia, Nicolò Moretti, 1597.
- Mergellina. Egloghe piscatorie di Giulio Cesare Capaccio napolitano. Nuovamente posta in luce. - Venezia, heredi di Melchior Sessa, 1598.
- Iulii Caesaris Capacii Oratio in obitu Philippi II Hispaniarum regis catholici. - Napoli, Io. Iacobum Carlinum, et Antonium Pacem, 1599.
- Il secretario opera di Giulio Cesare Capaccio ... Insieme col primo volume di lettere dell'istesso autore. In questa terza editione accresciuto, & emendato. - Venezia, Nicolò Moretti, 1599.
- Il secretario opera di Giulio Cesare Capaccio napolitano. Ove quanto conviene allo scriver familiare, cioè, all'ornato del dire, all'ortografia, alla materia de i titoli delle cifre, dello scriver  - Venezia, Vincenzo Somascho, 1599.
- Della selva de concetti scritturali di Giulio Cesare Capaccio napolitano. Parte seconda. Opera utilissima ad ogni stato di persone, massime a predicatori. Con quattro tavole, la prima de discorsi -  Venezia, Sebastian Combi, 1600.
- (LA) Neapolitanae historiae a Iulio Caesare Capacio eius vrbis a secretis et ciue conscriptae, vol. 1, Napoli, apud Io. Iacobum Carlinum, 1607.
- Illustrium mulierum, et illustrium litteris virorum elogia, a Iulio Caesare Capacio Neapolitanæ vrbi à secretis conscripta - Neapoli : apud Io. Iacobum Carlinum, & Constantinum Vitalem, 1608.
- Il secretario opera di Giulio Cesare Capaccio napolitano. Ove si scuopre il vero modo di scriver lettere familiari correnti nelle corti. Insieme col primo volume di lettere dell'istesso autore. - Napoli, Gio. Battista Cappello, 1594.
- Il forastiero - Napoli, Gio. Domenico Roncagliolo, 1634.
- (LA) Puteolana historia. Accessit ejusdem de balneis libellus, Neapoli, Constantinus Vitalis, 1604.
- (LA) Johann Georg Graeve (a cura di), De Balneis Liber, ubi Aquarum, quae Neapoli, Puteolis, Bajis, Pithecusis extant, Virtutes, &c., in Thesaurus antiquitatum et historiarum Italiae, vol. 9, Lugduni Batavorum, Petrus van der Aa, 1722.